# كيزيلجاهويوك (أديامان)
كيزيلجاهويوك (بالتركية: Kızılcahöyük)‏ هي قرية كرديّة رشوانيّة تتبع إداريّاً لمديرية أديامان في محافظة أديامان التركية الواقعة في جنوب شرق الأناضول. وبلغ عدد سكانها 290 نسمة في عام 2021.